# Türksat 3A
O Türksat 3A é um satélite de comunicação geoestacionário turco construído pela Alcatel Alenia Space, ele está localizado na posição orbital de 42 graus de longitude leste e é operado pela Türksat. O satélite foi baseado na plataforma Spacebus-4000B2 e sua expectativa de vida útil é de 15 anos.

## História
A Alcatel Alenia Space anunciou em fevereiro de 2006 que assinou um contrato com o operador turco Türksat AS, para a construção e entrega em órbita de um novo e poderoso satélite de telecomunicações, O Türksat 3A. O satélite Türksat 3A permitirá a Turksat a oferecer serviços de telecomunicações, bem como transmissão de TV direta sobre o Sul da Europa, que abrange a Turquia, Europa e Ásia Central. O Türksat 3A tem 3 vigas de uplink e 2 de downlink.
Como contratante principal, a Alcatel Alenia Space foi responsável pelo projeto do satélite, construção e atividades de teste, todo o caminho até a entrega em órbita, juntamente com a modernização do segmento terrestre. A Alcatel Alenia Space também fornecerá assistência à formação para a Turksat.
Com base na plataforma Spacebus-4000B2 da Alcatel Alenia Space, o Türksat 3A será equipado com 24 transponders em banda Ku e oferecerá energia no início de sua vida de cerca de 8 kW. Posicionado a 42 graus de longitude leste, o Türksat 3A começou os serviços no início de 2008, substituindo o Türksat 1C.

## Lançamento
O satélite foi lançado com sucesso ao espaço no dia 12 de junho de 2008, às 22:05 UTC, por meio de um veículo Ariane 5 ECA, lançado a partir do Centro Espacial de Kourou, na Guiana Francesa, juntamente com o satélite Skynet 5C. Ele tinha uma massa de lançamento de 3.110 kg.

## Capacidade e cobertura
O Türksat 3A é equipado com 24 transponders em banda Ku para fornecer serviços de telecomunicações, bem como serviços de transmissão de TV direta por toda a Europa, Turquia e Ásia Central.